# 馬爾亞尼夫卡 (扎波羅熱區)
47°56′29″N 35°52′17″E / 47.94139°N 35.87139°E
馬爾亞尼夫卡（烏克蘭語：Мар'янівка）是位於烏克蘭東南部的村莊，由扎波羅熱州扎波羅熱区的新米科拉伊夫卡市鎮負責管轄。該村面積6.87平方公里，海拔高度86米，2001年人口109，人口密度每平方公里15.9人。